# قلمرو اکلاهما
قلمرو اکلاهما (به انگلیسی: Oklahoma Territory) یک قلمرو در ایالات متحده آمریکا است.